# Leptodeira nigrofasciata
La escombrera anillada (Leptodeira nigrofasciata) es una especie de culebra que pertenece a la familia Dipsadidae. Su área de distribución incluye el México neotropical, Guatemala, El Salvador, Honduras, Nicaragua, y Costa Rica.